# Rio Itabapoana
O rio Itabapoana é um curso de água que banha os estados de Minas Gerais, Rio de Janeiro e Espírito Santo, no Brasil. Apresenta vazão média de 49,3 m³/s e tem, como alguns de seus afluentes, os rios Calçado, Barra Alegre e Muqui do Sul. Sua bacia está inserida na região hidrográfica do Atlântico Sudeste. O rio Itabapoana apresenta cinco usinas hidrelétricas e numerosas cachoeiras e planícies em seu percurso.

## Etimologia
O topônimo "Itabapoana" deriva do termo tupi y-kûabapûana, que significa "correnteza de água (no rio ou no mar)".

## Nascente e percurso
As cabeceiras do rio Itabapoana localizam-se na serra do Caparaó. É formado pelo encontro do rio Preto com o Rio São João, na divisa dos estados de Minas Gerais, Espírito Santo e Rio de Janeiro. A partir daí, se estende por aproximadamente 250 km, servindo de limite entre o Espírito Santo e o Rio de Janeiro. Durante o seu trajeto, ele forma muitas cachoeiras como Santo Antônio, Inferno, Limeira e Fumaça, essa última com queda de 100 metros. A parte do rio onde fica a maioria das cachoeiras está entre a divisa de Minas Gerais e a cidade de Bom Jesus do Itabapoana, pois nesse percurso o rio desce de sua área mais alta para a região de menor altitude; o rio termina desaguando no oceano Atlântico, no distrito de Barra do Itabapoana, pertencente a cidade de São Francisco de Itabapoana, mais precisamente entre o lago Marabá (Presidente Kennedy e a Ponta das Arraias (São Francisco de Itabapoana)

## Características
A bacia hidrográfica do rio Itabapoana abrange uma área de drenagem de 4.875 Km² incluindo 18 municípios nos três Estados. Predominam os domínios geomorfológicos de montanhas ao norte, de colinas no médio vale e de planícies fluvio-marinhas no baixo curso entre os município de Presidente Kennedy (ES) e São Francisco de Itabapoana (RJ). O alto e médio vale do Itabapoana é cortado pelas rodovias BR-116, pela RJ-116 e pela BR-484, na direção da serra do Caparaó. No estado do Rio de Janeiro possui uma área de 1.520 Km², correspondendo a 40% do total abrangindo totalmente o município de Bom Jesus do Itabapoana e parte dos municípios de Porciúncula, Varre-Sai, Campos dos Goytacazes e São Francisco de Itabapoana.

## Potencial hidráulico
Por apresentar varias cachoeiras durante seu percurso, o rio apresenta um grande potencial hidráulico, nele podemos encontrar cinco pequenas centrais hidroelétricas (PCH); estas com capacidade de produção de energia superior a 1,0 MW e inferior a 30 MW. Este tipo de usina apresenta baixo nível de impacto ambiental, em função de ter menor área alagada, e reduzido nível de perda de transmissão, por estar próximo aos centros consumidores. Mesmo sendo de pequeno porte, a sua construção exige grande mobilização, pois sua estrutura é semelhante à de uma grande usina, com barragem, túnel, casa de força, etc. 
As PCHs presentes no rio são:
- A PCH Pedra do Garrafão, localizada entre os municípios de Campos dos Goytacazes (RJ) e Mimoso do Sul (ES), tem capacidade instalada de geração de 19 MW e energia assegurada de 12,15 MW médios. A usina será conectada à rede da distribuidora Escelsa, do Espírito Santo, por uma linha de transmissão de 17 quilômetros.
- A PCH Pirapetinga, localizada na divisa dos municípios de Bom Jesus do Itabapoana (RJ) e São José do Calçado (ES), tem capacidade instalada de 20 MW e energia assegurada de 12,99 MW médios. A usina será conectada à rede da distribuidora de energia Ampla, do Rio de Janeiro, por uma linha de transmissão de aproximadamente 21 quilômetros.
- A PCH calheiros tem capacidade de 19 MW de energia, sendo a área de seu reservatório de 45 ha. A usina será conectada à rede da distribuidora de energia Enel Distribuição Rio, do Rio de Janeiro, por uma linha de transmissão até a cidade de Itaperuna (RJ).
- A Usina Hidroelétrica do Rosal entrou em operação em dezembro de 1999. Os 55 MW gerados são injetados no Sistema Interligado Nacional com uma linha de transmissão para o município de Alegre, no Espírito Santo e outra para o município de Mimoso do Sul no mesmo estado. A usina possui duas unidade geradoras do tipo Francis, com queda nominal de 184,4 metros, e uma barragem em concreto do tipo gravidade, com 214,5 metros de comprimento e 34 metros de altura.[3]